# Jūzō Itami
Jūzō Itami (伊丹十三 'Itami Jūzō'?) (* 15 de mayo de 1933; † 20 de diciembre de 1997). Nombre real, Yoshihiro Ikeuchi. Actor y director de cine japonés, nacido en la Ciudad de Matsuyama, en la Prefectura de Ehime.

## Biografía
Nace en Kioto en el Japón de la posguerra. Su padre, Mansaku Itami, es un director de cine renombrado, además de guionista y ensayista, originario de Ehime, en la isla de Shikoku. Jūzō Itami pasa su infancia aquí. En su juventud, asiste a la secundaria de Matsuyama donde conoce y se vuelve amigo del escritor Kenzaburo Oe.
De actitud rebelde, es expulsado de la escuela en su adolescencia hecho que le impide presentarse para el examen de universidad. En 1960 se muda a Tokio y comienza a trabajar como actor para el estudio de producción Dalei, donde participa en sus primeras películas: Otohto de Kon Ichikawa y Nise daigaku sei de Yasuzo Masimura.
Se casa con Kazuko Kawakita en 1960. La pareja se separa tiempo después e Itami vuelve a contraer matrimonio en 1969 con Nobuko Miyamoto. De esta relación, Jūzō Itami tiene dos hijos.
La mayor parte de sus películas tienen un carácter marcadamente satírico al tratar de ridiculizar mediante la comedia los usos, las costumbres y las instituciones del Japón de finales del siglo XX. Ese estilo mordaz, ácido y desmitificador le granjeó alguna que otra enemistad, razón por la que un grupo de yakuzas atacó e hirió de gravedad a Itami a la entrada de su domicilio tras el estreno de su película Minbo no Onna, descontentos con la imagen de extorsionadores que de ellos se da en el filme. Estuvo casado con la actriz Nobuko Miyamoto, protagonista de la mayor parte de sus películas. La muerte de Itami se produjo en 1997 mediante suicidio, por causas que no han quedado debidamente esclarecidas, pues hay quienes sospechan que fue asesinado por la yakuza o alguna secta religiosa como las que él caricaturiza en A Taxing Woman 2. Este suceso le sirvió de inspiración a su cuñado Kenzaburo Oe (Premio Nobel de Literatura 1994) para escribir su novela Renacimiento (Torikaeko).

## Filmografía(Selección)

### Actor
- 1960: Nise daigakusei
- 1963: 55 días en Pekín (55 Days at Peking)
- 1965: Lord Jim
- 1968: Señorita Cometa Saburo Ishihara
- 1969: Kinpeibei
- 1974: Shura-yuki-hime: Urami Renga
- 1980: Yūgure made
- 1981: Akuryo-To
- 1983: La Hija de la casa Marioka (Sasame-yuki)
- 1983: Juego de Familia (Kazoku gēmu)
- 1984: El chico de MacArthur (Setouchi shonen yakyu dan)

### Director y Guionista
- 1984: El funeral (película 1984). (Ososhiki)
- 1985: Tampopo
- 1987: A Taxing Woman (Marusa no onna)
- 1988: A Taxing Woman 2 (Marusa no onna 2)
- 1990: La geisha de la suerte (A-ge-man)
- 1992: El arte de la extorsión (Minbo no Onna)
- 1993: Daibyonin
- 1995: A Quiet Life (Shizukana seikatsu)
- 1996: Supermarket Woman (Sūpah no onna)
- 1997: Marutai no onna